# 오빠가 돌아왔다
《오빠가 돌아왔다》는 2014년에 개봉한 대한민국의 영화이다. 김영하의 동명 소설을 영화화한 것이다.

## 캐스팅
- 손병호 : 백원만 역
- 김민기 : 백태봉 역
- 이아현 : 고귀순 역
- 한보배 : 백세주 역
- 여민주 : 로미 역
- 현태경 : 커피 역
- 김도연 : 윤정엄마 역
- 김정석 : 양 과장 역
- 이수호 : 고 순경 역
- 김태훈 : 박 주사 역
- 강영구 : 이 사장 역
- 류준식 : 노숙자 사내 역
- 윤경호 : 유도 관장 역
- 오운백 : 경비원 역
- 김남순 : 삼계탕 아줌마 역
- 박주환 : 학원 사내 1 역
- 조명기 : 학원 사내 2 역
- 박인수 : 세탁소 주인 역
- 김서현 : 철물 주인 역
- 유지현 : 여직원 역
- 안재기 : 마스크맨 역
- 김강민 : 경찰 역
- 김종윤 : 어부 남편 역
- 김경자 : 어부 아내 역
- 김경태 : 어부 아들 역
- 김나은 : 어부 딸 역
- 마르코 : 심사위원 1 역
- 이재성 : 심사위원 2 역
- 노진수 : 심사위원 3 역
- 유승환 : 형사 1 역
- 정단우 : 취조인 1 역
- 임휘성 : 취조인 2 역
- 김가혜 : 오디션 여 1 역
- 문아람 : 오디션 여 2 역
- 하정은 : 오디션 여 3 역
- 오나연 : 오디션 여 4 역
- 정의영 : 오디션 비보이 1 역
- 김상민 : 오디션 비보이 2 역
- 남윤창 : 오디션 비보이 3 역
- 조명연 : 커피 사내 역
- 김나영 : 어린 세주 역
- 노을 : 남자 아이 역
- 김소영 : 남자 아이 엄마 역
- 조경희 : 아가씨 1 역
- 한세리아 : 아가씨 2 역
- 김영수 : 로마의 휴일 사내 1 역
- 차대섭 : 로마의 휴일 사내 2  역
- 최진호 : 원장 역
- 송현주 : 태봉 아기 역
- 정석용 : 슈퍼 주인 역
- 박원상 : 카페 주인 역
- 정경호 : 정 형사 역
- 이은주 : 라디오 DJ 역
- 유영복 : 집주인 역